# FAW 카 컴퍼니
FAW 카 컴퍼니 리미티드(영어: FAW Car Company Limited)는 중국 창춘시에 본사를 둔 자동차 제조업으로, 디이 자동차의 자회사이다. 이 회사는 1997년부터 선전 증권거래소에 상장되었다. 승용차 브랜드로는 훙치, 베스튠, FAW, 올리가 있다.